# Badminton-Junioreneuropameisterschaft 2015
Die Badminton-Junioreneuropameisterschaft 2015 fand vom 26. März bis zum 4. April 2015 in Lubin in Polen statt.

## Medaillengewinner
| Disziplin    | Gold | Silber | Bronze |
| ------------ | --- | --- | --- |
| Herreneinzel | Anders Antonsen | Max Weißkirchen | Toma Junior Popov |
| Herreneinzel | Anders Antonsen | Max Weißkirchen | Muhammed Ali Kurt |
| Dameneinzel  | Mia Blichfeldt | Julie Dawall Jakobsen | Luise Heim |
| Dameneinzel  | Mia Blichfeldt | Julie Dawall Jakobsen | Aliye Demirbağ |
| Herrendoppel | Alexander Bond Joel Eipe | Ben Lane Sean Vendy | Mathias Bay-Smidt Frederik Søgaard |
| Herrendoppel | Alexander Bond Joel Eipe | Ben Lane Sean Vendy | Adam Hall Alexander Dunn |
| Damendoppel  | Julie Dawall Jakobsen Ditte Søby Hansen | Verlaine Faulmann Anne Tran | Kristin Kuuba Helina Rüütel |
| Damendoppel  | Julie Dawall Jakobsen Ditte Søby Hansen | Verlaine Faulmann Anne Tran | Eva Janssens Yvonne Li |
| Mixed        | Max Weißkirchen Eva Janssens | Frederik Søgaard Sara Lundgaard | Ben Lane Jessica Pugh |
| Mixed        | Max Weißkirchen Eva Janssens | Frederik Søgaard Sara Lundgaard | Alexandre Hammer Anne Tran |
| Teams        | Spanien Victor Alcaide Alex Nogueira Castro Manuel Brea Filloy Alejo Javier Ibeas Luís Enrique Peñalver Vicent Riera Pablo Sanmartin Javier Suárez Miren Josebe Azcue Clara Azurmendi Isabel Fernández Claudia Leal Marta Molina Eva Murio Diaz Nerea Sara Peñalver Pereira | England Matthew Clare James Farmer David Jones Ben Lane Sean Vendy Ira Banerjee Jessica Hopton Lydia Jane Powell Ngan Miu Lin Jessica Pugh | Dänemark Anders Antonsen Mathias Bay-Smidt Alexander Bond Joel Eipe Rasmus Gemke Ditlev Jæger Holm Frederik Søgaard Irina Amalie Andersen Mia Blichfeldt Julie Dawall Jakobsen Sara Lundgaard Ditte Søby Hansen Marie Louise Steffensen                                                   |
| Teams        | Spanien Victor Alcaide Alex Nogueira Castro Manuel Brea Filloy Alejo Javier Ibeas Luís Enrique Peñalver Vicent Riera Pablo Sanmartin Javier Suárez Miren Josebe Azcue Clara Azurmendi Isabel Fernández Claudia Leal Marta Molina Eva Murio Diaz Nerea Sara Peñalver Pereira | England Matthew Clare James Farmer David Jones Ben Lane Sean Vendy Ira Banerjee Jessica Hopton Lydia Jane Powell Ngan Miu Lin Jessica Pugh | Frankreich Tanguy Citron Gregor Dunikowski Thom Gicquel Ronan Guéguin Alexandre Hammer Vincent Medina Jimmy Noblecourt Toma Junior Popov Thomas Vallez Emilie Beaujean Joanna Chaube Lole Courtois Delphine Delrue Verlaine Faulmann Vimala Hériau Yaëlle Hoyaux Margot Lambert Anne Tran |

## Teams

### Gruppe 1
| Platz | Team     | Pld | W | L | MF | MA | MD  | GF | GA | GD  | PF  | PA  | PD   | Pts | Qualifikation |  | DEN | POR | LAT | ARM |
| ----- | -------- | --- | - | - | -- | -- | --- | -- | -- | --- | --- | --- | ---- | --- | ------------- |  | --- | --- | --- | --- |
| 1     | Dänemark | 3   | 3 | 0 | 15 | 0  | +15 | 30 | 0  | +30 | 630 | 257 | +373 | 3   | Q             |  | —   | 5–0 | 5–0 | 5–0 |
| 2     | Portugal | 3   | 2 | 1 | 6  | 9  | −3  | 13 | 18 | −5  | 492 | 487 | +5   | 2   |               |  |     | —   | 3–2 | 3–2 |
| 3     | Lettland | 3   | 1 | 2 | 6  | 9  | −3  | 12 | 18 | −6  | 403 | 516 | −113 | 1   |               |  |     | —   | 4–1 |     |
| 4     | Armenien | 3   | 0 | 3 | 3  | 12 | −9  | 6  | 25 | −19 | 343 | 608 | −265 | 0   |               |  |     |     | —   |     |

### Gruppe 2
| Platz | Team       | Pld | W | L | MF | MA | MD | GF | GA | GD  | PF  | PA  | PD   | Pts | Qualifikation |  | ENG | SWE | AUT | CRO |
| ----- | ---------- | --- | - | - | -- | -- | -- | -- | -- | --- | --- | --- | ---- | --- | ------------- |  | --- | --- | --- | --- |
| 1     | England    | 3   | 3 | 0 | 12 | 3  | +9 | 26 | 7  | +19 | 663 | 501 | +162 | 3   | Q             |  | —   | 3–2 | 5–0 | 4–1 |
| 2     | Schweden   | 3   | 2 | 1 | 11 | 4  | +7 | 22 | 12 | +10 | 649 | 559 | +90  | 2   |               |  |     | —   | 5–0 | 4–1 |
| 3     | Österreich | 3   | 1 | 2 | 3  | 12 | −9 | 8  | 25 | −17 | 495 | 665 | −170 | 1   |               |  |     | —   | 3–2 |     |
| 4     | Kroatien   | 3   | 0 | 3 | 4  | 11 | −7 | 11 | 23 | −12 | 548 | 630 | −82  | 0   |               |  |     |     | —   |     |

### Gruppe 3
| Platz | Team        | Pld | W | L | MF | MA | MD  | GF | GA | GD  | PF  | PA  | PD   | Pts | Qualifikation |  | GER | POL | LTU | ISL |
| ----- | ----------- | --- | - | - | -- | -- | --- | -- | -- | --- | --- | --- | ---- | --- | ------------- |  | --- | --- | --- | --- |
| 1     | Deutschland | 3   | 3 | 0 | 15 | 0  | +15 | 30 | 1  | +29 | 653 | 389 | +264 | 3   | Q             |  | —   | 5–0 | 5–0 | 5–0 |
| 2     | Polen (H)   | 3   | 2 | 1 | 9  | 6  | +3  | 19 | 12 | +7  | 568 | 509 | +59  | 2   |               |  |     | —   | 4–1 | 5–0 |
| 3     | Litauen     | 3   | 1 | 2 | 5  | 10 | −5  | 10 | 20 | −10 | 458 | 580 | −122 | 1   |               |  |     | —   | 4–1 |     |
| 4     | Island      | 3   | 0 | 3 | 1  | 14 | −13 | 2  | 28 | −26 | 415 | 616 | −201 | 0   |               |  |     |     | —   |     |

### Gruppe 4
| Platz | Team       | Pld | W | L | MF | MA | MD  | GF | GA | GD  | PF  | PA  | PD   | Pts | Qualifikation |  | FRA | SCO | SLO | BUL |
| ----- | ---------- | --- | - | - | -- | -- | --- | -- | -- | --- | --- | --- | ---- | --- | ------------- |  | --- | --- | --- | --- |
| 1     | Frankreich | 3   | 3 | 0 | 14 | 1  | +13 | 29 | 3  | +26 | 650 | 462 | +188 | 3   | Q             |  | —   | 4–1 | 5–0 | 5–0 |
| 2     | Schottland | 3   | 2 | 1 | 10 | 5  | +5  | 20 | 15 | +5  | 647 | 623 | +24  | 2   |               |  |     | —   | 4–1 | 5–0 |
| 3     | Slowenien  | 3   | 1 | 2 | 4  | 11 | −7  | 10 | 24 | −14 | 563 | 660 | −97  | 1   |               |  |     | —   | 3–2 |     |
| 4     | Bulgarien  | 3   | 0 | 3 | 2  | 13 | −11 | 9  | 26 | −17 | 558 | 673 | −115 | 0   |               |  |     |     | —   |     |

### Gruppe 5
| Platz | Team       | Pld | W | L | MF | MA | MD  | GF | GA | GD  | PF  | PA  | PD   | Pts | Qualifikation |  | TUR | CZE | UKR | ITA |
| ----- | ---------- | --- | - | - | -- | -- | --- | -- | -- | --- | --- | --- | ---- | --- | ------------- |  | --- | --- | --- | --- |
| 1     | Türkei     | 3   | 3 | 0 | 15 | 0  | +15 | 30 | 2  | +28 | 673 | 404 | +269 | 3   | Q             |  | —   | 5–0 | 5–0 | 5–0 |
| 2     | Tschechien | 3   | 2 | 1 | 7  | 8  | −1  | 16 | 18 | −2  | 600 | 611 | −11  | 2   |               |  |     | —   | 3–2 | 4–1 |
| 3     | Ukraine    | 3   | 1 | 2 | 7  | 8  | −1  | 16 | 18 | −2  | 557 | 628 | −71  | 1   |               |  |     | —   | 5–0 |     |
| 4     | Italien    | 3   | 0 | 3 | 1  | 14 | −13 | 5  | 29 | −24 | 505 | 692 | −187 | 0   |               |  |     |     | —   |     |

### Gruppe 6
| Platz | Team     | Pld | W | L | MF | MA | MD | GF | GA | GD  | PF  | PA  | PD   | Pts | Qualifikation |  | RUS | BEL | SVK | HUN |
| ----- | -------- | --- | - | - | -- | -- | -- | -- | -- | --- | --- | --- | ---- | --- | ------------- |  | --- | --- | --- | --- |
| 1     | Russland | 3   | 3 | 0 | 12 | 3  | +9 | 25 | 8  | +17 | 668 | 500 | +168 | 3   | Q             |  | —   | 4–1 | 4–1 | 4–1 |
| 2     | Belgien  | 3   | 2 | 1 | 8  | 7  | +1 | 19 | 16 | +3  | 605 | 654 | −49  | 2   |               |  |     | —   | 3–2 | 4–1 |
| 3     | Slowakei | 3   | 1 | 2 | 7  | 8  | −1 | 15 | 20 | −5  | 609 | 655 | −46  | 1   |               |  |     | —   | 4–1 |     |
| 4     | Ungarn   | 3   | 0 | 3 | 3  | 12 | −9 | 10 | 25 | −15 | 603 | 676 | −73  | 0   |               |  |     |     | —   |     |

### Gruppe 7
| Platz | Team     | Pld | W | L | MF | MA | MD  | GF | GA | GD  | PF  | PA  | PD   | Pts | Qualifikation |  | ESP | IRL | ROU | NOR | CYP |
| ----- | -------- | --- | - | - | -- | -- | --- | -- | -- | --- | --- | --- | ---- | --- | ------------- |  | --- | --- | --- | --- | --- |
| 1     | Spanien  | 4   | 4 | 0 | 17 | 3  | +14 | 34 | 6  | +28 | 814 | 555 | +259 | 4   | Q             |  | —   | 5–0 | 5–0 | 4–1 | 3–2 |
| 2     | Irland   | 4   | 3 | 1 | 9  | 11 | −2  | 21 | 25 | −4  | 802 | 837 | −35  | 3   |               |  |     | —   | 3–2 | 3–2 | 3–2 |
| 3     | Rumänien | 4   | 2 | 2 | 9  | 11 | −2  | 20 | 25 | −5  | 771 | 790 | −19  | 2   |               |  |     | —   | 3–2 | 4–1 |     |
| 4     | Norwegen | 4   | 1 | 3 | 8  | 12 | −4  | 17 | 26 | −9  | 730 | 827 | −97  | 1   |               |  |     |     | —   | 3–2 |     |
| 5     | Zypern   | 4   | 0 | 4 | 7  | 13 | −6  | 18 | 28 | −10 | 766 | 874 | −108 | 0   |               |  |     |     |     | —   |     |

### Gruppe 8
| Platz | Team         | Pld | W | L | MF | MA | MD  | GF | GA | GD  | PF  | PA  | PD   | Pts | Qualifikation |  | NED | EST | FIN | SUI | GRE |
| ----- | ------------ | --- | - | - | -- | -- | --- | -- | -- | --- | --- | --- | ---- | --- | ------------- |  | --- | --- | --- | --- | --- |
| 1     | Niederlande  | 4   | 4 | 0 | 17 | 3  | +14 | 35 | 7  | +28 | 842 | 547 | +295 | 4   | Q             |  | —   | 4–1 | 4–1 | 4–1 | 5–0 |
| 2     | Estland      | 4   | 2 | 2 | 12 | 8  | +4  | 26 | 19 | +7  | 833 | 734 | +99  | 2   |               |  |     | —   | 4–1 | 2–3 | 5–0 |
| 3     | Finnland     | 4   | 2 | 2 | 11 | 9  | +2  | 23 | 21 | +2  | 775 | 744 | +31  | 2   |               |  |     | —   | 4–1 | 5–0 |     |
| 4     | Schweiz      | 4   | 2 | 2 | 10 | 10 | 0   | 23 | 21 | +2  | 817 | 743 | +74  | 2   |               |  |     |     | —   | 5–0 |     |
| 5     | Griechenland | 4   | 0 | 4 | 0  | 20 | −20 | 1  | 40 | −39 | 357 | 856 | −499 | 0   |               |  |     |     |     | —   |     |